# 乌兹别克斯坦伊斯兰运动
乌兹别克伊斯兰运动（简称乌伊运）是一个成立于1991年的伊斯兰武装组织，被多国列入恐怖组织名单。该组织由托希尔·尤尔达舍夫和曾作为前苏联伞兵部队成员的朱玛·纳曼干尼创建，两人都是来自费尔干纳盆地的乌兹别克族人。该组织成立的目标是推翻乌兹别克斯坦总统卡里莫夫的统治，并创建一个由伊斯兰教法统治的国家。
该组织除了在塔吉克斯坦和塔利班控制的阿富汗北部地区活动之外，乌伊运还在1999年和2000年对吉尔吉斯斯坦南部发动了一系列袭击事件。但是在2001年乌伊运和塔利班并肩作战，在阿富汗对抗以美国为主导的联军，在此期间该组织遭遇严重打击。在战斗中纳曼干尼被擊斃，而乌伊运的残余成员被迫逃往各地。尤尔达舍夫和数目不明的武装分子与残余的塔利班武裝份子逃往位于巴基斯坦西北联邦直辖部落地区的瓦济里斯坦地区。从此之后据报導乌伊运在瓦济里斯坦开设了训练营，并吸纳了其他一些意图推翻巴基斯坦政府的武装组织。
尽管尤尔达舍夫偶尔发表宣言，并且由传言称该组织以突厥斯坦伊斯兰运动（Islamic Movement of Turkestan，IMT)的名义重新开始活动，但是没有可靠的证据显示该组织在除了阿富汗和巴基斯坦边境地区以外的中亚地区还有活动。2015年起該組織加入了伊斯兰国，并成为呼罗珊省分支的一部分，参加了2015年之后的阿富汗战争。

## 背景
在苏联时期，中亚地区的伊斯兰教遭到苏联政府打压，清真寺被关闭，本地区与外部更广泛的伊斯兰世界的联系也遭到限制。这种隔绝在苏联入侵阿富汗期间被终止，但是数以千计的从中亚地区征召的士兵被派往阿富汗与圣战者作战，很多被征召的士兵回到家乡已经被对手们狂热的伊斯兰信仰所感染，对伊斯兰教也有了重新的认识，并且意识到他们的文化和语言上的特质与南部的邻国有共同点，这些共同点让他们与苏联政府截然不同。

### 公正运动时期（1991至1992年）
在这些回到家乡的士兵中有一名乌兹别克族的伞兵部队成员：朱玛巴伊·艾哈买提江诺维奇·霍加耶夫（此人之后化名朱玛·纳曼干尼）。在战争之后，霍加耶夫回到了位于费尔干纳谷地的家乡纳曼干。由于在战争中的经历，他变得更加激进，并且与当地的伊斯兰狂热分子托希尔·尤尔达舍夫扯上了关系。在乌兹别克斯坦独立初期的不稳定时期，尤尔达舍夫与霍加耶夫（之后化名朱玛·纳曼干尼）在纳曼干成立了一个激进的伊斯兰原教旨主义组织，被称作“公正运动（Adolat）”。
公正运动在纳曼干获得了行政权力，并通过将伊斯兰教法在当地强行推广建立了一定程度上的秩序和安全，而在当地推广伊斯兰教法是通过该组织成员冷酷无情的强加来进行的。该组织及其活动在一开始被新上任的总统卡里莫夫所容忍，而该组织也变得越来越独断专行。而这种强硬态度在要求卡里莫夫在全国强行推广伊斯兰教法一事上达到了顶峰。但是，在1992年卡里莫夫总统成功的稳固了统治权力，之后卡里莫夫宣布公正运动为非法组织，并在费尔干纳河谷地区重新恢复了中央统治。传统上来说，费尔干纳河谷地区是中亚地区受伊斯兰教影响最深的地区。

### 塔吉克斯坦内战（1992至1997年）
为逃脱追捕，尤尔达舍夫和纳曼干尼逃往了塔吉克斯坦。在1992年一场由埃莫马利·拉赫蒙发动的血腥但成功的政变之后，此时的塔吉克斯坦正在经历着内战。这场内战交战双方是拉赫莫诺夫手上的政府军和一个由民主人士和伊斯兰主义分子组成的松散联盟（即塔吉克联合反对派，UTO）。UTO由广受欢迎和尊敬的伊斯兰主义人士赛义德·阿卜杜勒·努里领导，他领导下的塔吉克斯坦伊斯兰复兴党提倡现代及民主的伊斯兰主义。
纳曼干尼在阿富汗的战斗经验使得他取得了IPRT的信任。他被任命为战地指挥官，主要在偏远且多山的塔维尔达拉河谷地区活动。对于这一角色他担任得很成功。 与此同时，尤尔达舍夫离开了塔吉克斯坦前往阿富汗、土耳其和中东地区，在此期间他与多个伊斯兰组织取得联系。从1995年至1998年，尤尔达舍夫以巴基斯坦白沙瓦为基地，在那里他与奥萨马·本·拉登以及在那里活动的阿拉伯圣战者们建立了联系。

### 乌兹别克斯坦伊斯兰运动的成立
1997年拉赫莫诺夫和努里签订了和平协议，在协议中拉赫莫诺夫同意与塔吉克斯坦伊斯兰复兴党分享权力。由于对塔吉克斯坦伊斯兰主义分子的政治妥协深感失望，尤尔达舍夫和纳曼干尼在1998年成立了乌兹别克斯坦伊斯兰运动，该组织成立的目的是作为一个与卡里莫夫政权相敌对的军事化伊斯兰反对派。起初该组织获得了巴基斯坦三军情报局的资金和援助，之后乌伊运开始投靠阿富汗塔利班并疏远了先前的盟友塔吉克斯坦伊斯兰复兴党，而塔吉克斯坦伊斯兰复兴党之后也转而支持阿富汗的塔吉克族领袖艾哈迈德·沙阿·马苏德及其领导下的北方联盟以对抗塔利班。
尽管如此，纳曼干尼仍维系着在塔吉克斯坦塔维尔达拉的基地，并从费尔干纳河谷招募了大量对现状不满的年轻人。费尔干纳河谷经济形势很不理想，并且在卡里莫夫独裁政权统治之下对伊斯蘭恐怖主義的反恐仍在继续。

## 活动概况

### 1999年
在1999年，乌兹别克斯坦首都塔什干发生了一系列精心策划的爆炸事件，这一系列的袭击针对的是卡里莫夫总统。卡里莫夫将这些袭击事件归咎于激进的瓦哈比派分子，尤其是乌伊运。但是这些指责仍有待商榷，这些暗杀图谋可能是卡里莫夫的敌对政党或者是地方权力人物所为。不管这些袭击是谁所为，这些袭击最终导致卡里莫夫扩大了对国内伊斯兰教势力的打压，尤其是深受伊斯兰教影响的费尔干纳河谷，而这些打压活动最终仅仅使得越来越多的人逃离乌兹别克斯坦，前往塔维尔达拉河谷投靠纳曼干尼和他的乌伊运组织。
当年晚些时候，乌伊运进行了第一次可以被证实是其所为的袭击事件，当时乌伊运侵入了吉尔吉斯斯坦南部的巴特肯地区。这一地区位于塔维尔达拉河谷和费尔干纳河谷之间，居民主要是乌兹别克族。叛乱分子绑架了奥什的市长并成功从吉尔吉斯斯坦政府手中敲得一大笔赎金，并且逼迫吉尔吉斯斯坦政府安排了一架直升机将他们运往阿富汗。之后乌伊运又进行了多次袭击。在其中一起袭击事件中，他们绑架了几名日本地质学家。尽管日本政府表示否认，据信最终这些地质学家的获释是由于日本政府与乌伊运签订了一份赎金支付协定。
这些袭击对中亚地区产生了很大冲击，并导致国际社会（不仅仅是卡里莫夫政府）向塔吉克斯坦施加了很大的压力，迫使其将乌伊运从塔维尔达拉河谷的基地中驱逐出去。在1999年末，塔吉克斯坦伊斯兰复兴党向他们的前盟友施加压力，迫使其放弃塔维尔达拉河谷。颇有争议的是，纳曼干尼和他的部下乘坐俄罗斯的军用直升机飞离塔吉克斯坦前往阿富汗。这一举动激怒了卡里莫夫，他指责俄罗斯在暗中帮助乌伊运以试图破坏乌兹别克斯坦。

### 2000年
在阿富汗，尤尔达舍夫成功扩大了之前与塔利班等组织的合作程度。乌伊运在阿富汗可以自由活动，作为回报乌伊运向塔利班提供援助以对抗马苏德的北方联盟。 在阿富汗，乌伊运建立了办公室和训练营，并开始扩大对现实不满的乌兹别克人的招募。
据估计乌伊运此时拥有大约2000名成员。在当年春季，他们派遣了600名成员帮助塔利班进攻马苏德手下的北方联盟，尤其是在塔卢坎包围战中，在这场战斗中他们与本·拉登手下的第555阿拉伯旅并肩作战。乌伊运还帮助塔利班抵御外界的压力—在中国方面要求塔利班将旗下的维吾尔族武装分子驱逐出去的压力下，塔利班简单地将维吾尔族武装分子送到阿富汗北部乌伊运旗下的训练营。
在2000年下，西方和独联体国家的情报机构声称乌伊运开始拥有更加先进的装备，例如狙击步枪和夜视仪，并且本·拉登向其提供了两架重型运输直升机。纳曼干尼领导乌伊运成员重返了塔吉克斯坦的塔维尔达拉河谷，并且以此为基地向吉尔吉斯斯坦的巴特肯发动了多次袭击，还向更北边的乌兹别克斯坦首都塔什干附近地区发动了进攻。
2000年8月，乌伊运在吉尔吉斯斯坦卡拉苏河谷绑架了4名美国登山者，将这些人劫为人质直到8月12日他们才成功逃脱。作为回应，美国将该组织定为“外国恐怖组织”。
与之前的情形颇为类似的是，乌伊运发动袭击之后又战略性的撤回了塔维尔达拉河谷，并且再一次的，国际社会向塔吉克斯坦政府施压，纳曼干尼和他的部下再次乘坐俄罗斯的直升机在2001年1月回到了阿富汗。
在菲利普·博比特（Philip Bobbitt）写的Terror and Consent一书中，他提到巴基斯坦核能委员会成员苏尔坦·巴希鲁丁·马哈茂德2001年8月在喀布尔会见了本·拉登。马哈茂德揭露了本·拉登“坚称他已经拥有了足够的核材料以制造一个核弹，这些核材料是通过乌伊运之手从前苏联地区的核材料储备库中获得的。”

### 2001年
此时乌伊运和塔利班的合作变得越来越公开—媒体报道纳曼干尼被任命为塔利班政府的国防部副部长，而塔利班也没有否认这一报道。在当年春季，乌伊运在塔利班新的一次针对马苏德的战役中再次向其提供了600名武装分子以帮助其作战。而在吉尔吉斯斯坦，一些在前一年潜伏下来的武装分子发动了一系列袭击。
但是，在911事件之后美国及其盟友入侵阿富汗的战争中，该组织遭遇严重打击。 在战斗中纳曼干尼被打死。乌伊运组织的成员被打散，尤尔达舍夫及一些残余成员被迫逃往巴基斯坦西北的部落地区。

## 现状

### 成员的民族结构
乌伊运起初是一个乌兹别克人的组织。而如今根据澳大利亚政府的说法，该组织内成员还包括吉尔吉斯人、塔吉克人、维吾尔人和土库曼人。2011年，根据该组织在其网站上列出的78名“殉道者”名单，其中只有4名来自乌兹别克斯坦的乌兹别克人，有64人来自阿富汗，10人来自塔吉克斯坦，6人来自吉尔吉斯斯坦，来自鞑靼斯坦、德国和巴基斯坦的各有1人。

### 近期的活动
Eurasia Critic杂志宣称乌伊运卷入了一些有组织犯罪活动，例如控制毒品走私活动并为其提供便利。根据美国政府的报告，该组织从塔利班和基地组织获得资金。
一些分析人士声称与人们通常认为该组织在纳曼干尼和尤尔达舍夫的领导下是一个统一的恐怖组织的印象不同的是，该组织其实由两个派别组成，一个是由尤尔达舍夫领导的激进的宗教组织，另一个是纳曼干尼领导下的军事化的犯罪组织。
虽然自2001年以来乌伊运已经基本不在乌兹别克斯坦进行活动了，但是该组织依旧在阿富汗有活动，并且被该地区内及其他地区的政府称为是一个恐怖主义威胁。从2007年至2009年，该组织在阿富汗部分地区进行活动，为叛乱组织提供活动并与驻阿富汗国际维和部队交战。
2003年，,美国欧洲和欧亚事务助理国务卿伊丽莎白·琼斯在美国众议院下属中东及中亚地区委员会中作证，称中亚地区最大的恐怖组织威胁时乌伊运和伊扎布特。琼斯说尽管该组织首领纳曼干尼已经死亡，但乌伊运仍在该地区活跃，尤其是在吉尔吉斯斯坦、塔吉克斯坦、乌兹别克斯坦和哈萨克斯坦，这对该地区的安全局势以及美国在该地区的利益构成巨大威胁。此外，2006年俄罗斯政府指责该组织在以“突厥斯坦伊斯兰党”的名义继续活动。
2006年8月7日，吉尔吉斯斯坦特种部队在该国边境城镇卡拉苏击毙了据称是该组织领导人的拉菲克·卡马洛夫
2006年10月16日，塔吉克斯坦内务部打击有组织犯罪部门领导人Mahmadsaid Juraqulov在杜尚别告诉记者“所谓突厥斯坦伊斯兰运动其实就是原来的乌伊运。”他还说乌伊运对塔吉克斯坦和吉尔吉斯斯坦来说并不是一个大的安全威胁。“大家都知道乌伊运想在乌兹别克斯坦制造麻烦。对于该组织来说，他们只是想把塔吉克斯坦和吉尔吉斯斯坦作为一个重新集结力量的基地。”
塔吉克斯坦政府宣称他们一直在搜寻23名乌伊运的可疑成员。据该国政府的说法，这些人在2006年9月28日袭击了拉赫莫诺夫的支持者，导致2人受伤。2006年7月至2007年9月，塔吉克斯坦政府在该国北部索格特地区拘捕了31名被控是乌伊运成员的人。他们被判处12至18年监禁。
但是，尽管尤尔达舍夫发表了多份声明以扩大该组织的影响力，但是没有证据证明该组织在中亚地区仍然是一个巨大的安全威胁。此外，2007年初的一些事件表明该组织无法继续在巴基斯坦北部部落地区寻求避难了。在当年三月，在瓦纳地区的冲突中，当地的巴基斯坦人，据报道还有阿拉伯武装分子开始转而对抗乌伊运了。
尽管如此，由于中亚地区持续的经济和社会的困境以及缺少政治多元化，不能排除该地区再次会发生伊斯兰激进组织复活的可能性。

### 该组织的领导层
2009年9月30日，一名自称是尤尔达舍夫的保镖的人说尤尔达舍夫已经在一起美军的导弹袭击中丧生，这次导弹袭击发生于巴基斯坦塔利班领导人贝图拉·马哈苏德丧生后不久。
此人还声称乌兹别克斯坦激进分子阿卜杜勒·拉赫曼已经继任为乌伊运首领。第二天，巴基斯坦和美国官员证实了这一消息。
2010年8月16日，在一家由乌伊运运作的网站上挂出了两张托希尔·尤尔达舍夫的照片，并将其称为“舍希德·穆罕默德·托希尔”并宣称他“殉难了”。“舍希德”经常被伊斯兰组织用来形容那些在战斗中丧生的人。该组织并没有提到尤尔达舍夫何时丧命及如何丧命。第二天，该组织在同一网站上宣布尤尔达舍夫长期的副手阿布·乌斯曼·阿迪力成为该组织新领导人，同时还宣布尤尔达舍夫死于2009年8月27日美军在南瓦济里斯坦的无人机空袭行动。阿布·乌斯曼也呼吁他的追随者在吉尔吉斯斯坦南部发动圣战。 2012年8月，该网站宣布阿布·乌斯曼在2012年4月的一处美军无人机空袭行动中丧生，其助手乌斯曼·加齐继任为该组织领导人。
自2011年以来乌伊运的穆夫提或者说是宗教领袖一直是Abu Zar al-Burmi，此人是巴基斯坦籍罗兴亚人。

### 在移民社区的活动
2012年12月3日，在一场在巴黎举行的审判中，10名该组织的可疑成员被控向该组织提供了数万欧元的资金。这些嫌犯主要是土耳其裔，他们被控在2003年至2008年期间在多个法国城市的清真寺筹集资金并汇给乌伊运。这些人在2008年的一次同时在法国东部、荷兰和德国开展的扫荡行动中被捕。该团伙的核心成员是土耳其裔荷兰公民Irfan Demirtas。 2013年1月8日，Irfan Demirtas被判处8年监禁和20000欧元的罚款，该团伙中的其余9人也皆被判有罪。

### 被列入恐怖组织名单
| 国家           | 列入时间 | 参考资料 |
|                | 2003     | [ 35 ]   |
| 加拿大         | 2003     | [ 36 ]   |
| 俄羅斯         | 2003     | [ 37 ]   |
| 英国           | 2002     | [ 38 ]   |
| 欧盟           | 2002     | [ 39 ]   |
| 美国           | 2000     | [ 40 ]   |
| 巴基斯坦       | 2013     | [ 41 ]   |
| 阿联酋         |          | [ 42 ]   |
| 中华人民共和国 |          | [ 43 ]   |